# Rainer Maria Rilke

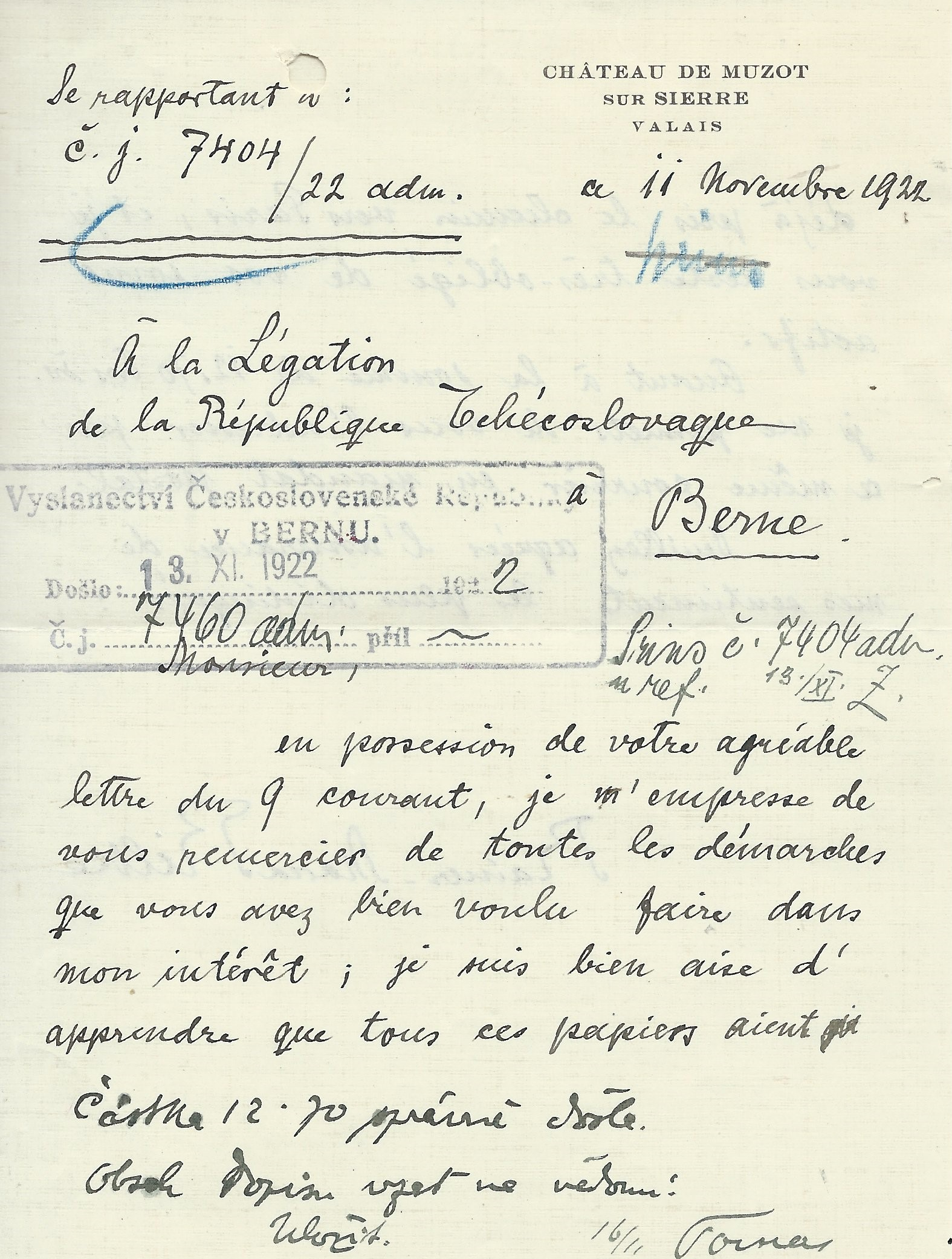
Přední strana dopisu Rilkeho na velvyslanectví ČSR v Bernu v roce 1922.

Rainer Maria Rilke celým jménem René Karl Wilhelm Johann Josef Maria Rilke (4. prosince 1875, Praha – 29. prosince 1926, sanatorium Valmont v Montreux ve Švýcarsku) byl jedním z nejvýznamnějších německy píšících lyriků přelomu 19. a 20. století. Napsal také jeden román a několik povídek. Max Brod jej řadil do širšího kontextu tzv. Pražského kruhu; ovlivnil zejména zdejší autory (půl)generace Jung-Prag.
Jeho tvorba se vyznačuje silným symbolismem, tematicky se věnuje hlavně spiritualitě, hledání smyslu života, lásce a smrti. Bývá někdy označován za „básníka smrti“.

## Život

### Dětství a mládí
| „Ano, jsem skoro váš krajan, ale - odpusťte mi, prosím, nechci se vás tím dotknout – nezakládám si příliš na svém rakouství. Pocházím ze slovanské rodiny a mé politické chápání se stírá. Jsem Pražan, ale ruské krve, a je jen náhoda, že mou mateřštinou je němčina.“ |
| R. M. Rilke v rozhovoru z roku 1914 |

Rilke (celým jménem René Karl Wilhelm Johann Josef Maria Rilke) se narodil v Praze na Novém Městě v domě čp. 889/II v Jindřišské ulici č. 17, v rodině německojazyčného drážního úředníka Josefa Rilkeho (1839–1906) ze Svébořic a jeho manželky Žofie, rozené Entzové (1841–1931), dcery pražského obchodníka a továrníka Karla Entze. Tamtéž byl dne 19. 12. 1875 pokřtěn v kostele sv. Jindřicha jmény René Karl Wilhelm Johann Josef Maria.
Zásadní skutečností v jeho dětství bylo, že ho jeho matka Sophie až do pěti let nutila nosit dívčí šaty a oslovovala jej jménem „Renée“, čímž se vyrovnávala se ztrátou starší dcery Renée. Tento přístup Rilke matce později vyčítal. Na druhou stranu to byla právě ona, kdo ho přivedl k poezii; vyžadovala od něj, aby se učil zpaměti básně Friedricha Schillera .
Když bylo Rilkemu devět let, jeho rodiče se rozešli. Po čtyřech letech základní školní docházky v Praze pod vedením piaristů (od roku 1882) začal v září 1886 studovat na Vojenské nižší reálce (Militär-Unterrealschule) v Sankt Pölten, od září 1890 pak na Vojenské vyšší reálce (Militär-Oberrealschule) v Hranicích na Moravě. (Zde studoval v letech 1894–1897 také Robert Musil, jenž své negativní zážitky frekventanta rakouských vojenských škol – předtím to byla Vojenská nižší reálka v Eisenstadtu – přetavil ve svůj první román Zmatky chovance Törlesse.) Již po třech měsících Rilke studia na hranické škole přerušil a ta ho v roce 1891 ze zdravotních důvodů natrvalo propustila, což byl definitivní konec jeho kariéry důstojníka. Poté, co nedokončil ani nově započatá studia na obchodní akademii v Linci (ze školy odešel r. 1892, tentokrát po aféře vyvolané milostným vztahem k o něco starší dívce), se v letech 1892–1895 v Praze připravoval soukromým studiem na maturitu a složil ji v roce 1895. V témže roce započal studium literatury, dějin umění a filozofie na univerzitě v Praze a roku 1896 na univerzitě v Mnichově, tehdejším středisku německé kultury.
Během studií ho podporoval strýc Jaroslav rytíř Rilke z Rülikenu (1833–1892), notář, advokát a poslanec českého zemského sněmu, nobilitovaný roku 1873, jehož smrtí (neboť oba jeho synové zemřeli v mládí) tento rytířský titul a predikát zanikl, neboť se nevztahoval na bratra Josefa ani synovce Reného.
Po odchodu z Prahy v roce 1896 si René změnil jméno  na Rainer.

### Raná léta

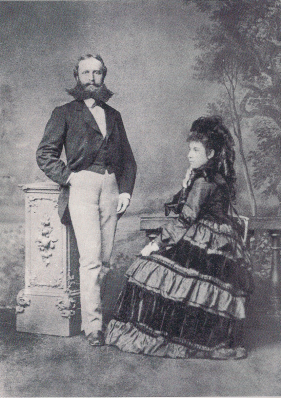
Zleva: Josef Rilke (1838 – 1906) a Sophia Entz (1851 – 1931), rodiče Rainera Marii Rilkeho

Neukotvené zázemí v dětství mělo vliv na jeho pozdější psychiku a Rilke se celý život nechával vydržovat/opečovávat staršími, zámožnými dámami. První z nich byla o patnáct let starší Lou Andreas-Salomé, oduševnělá ruská literátka a bývalá přítelkyně německého filosofa Friedricha Nietzscheho, se kterou se seznámil v roce 1897 v Mnichově. Lou Andreas-Salomé se stala jeho milenkou a rádkyní. Jejich vztah vydržel až do roku 1900. Ovšem i později byla Andreas-Salomé Rilkeho přítelkyní a poradkyní, přičemž využívala i svých psychoanalytických zkušeností, které nabyla jako žačka Sigmunda Freuda v letech 1912 až 1913. Později si otevřela svou vlastní psychoanalytickou ordinaci v Göttingenu.
S Lou Andreas-Salomé a jejím manželem, orientalistou Carlem Friedrichem Andreasem, bydlel Rilke ve Schmargendorfu u Berlína, a také s ní dvakrát navštívil Rusko, kde okamžitě propadl rusofilství a začal se učit rusky. Později překládal z děl Alexeje Tolstého a Antona Čechova.
Při návštěvě umělecké kolonie ve Worpswede u Brém v srpnu 1900 se seznámil se sochařkou Clarou Westhoffovou (1878–1954), se kterou se následujícího roku oženil. V prosinci 1901 se jim narodila dcera Ruth (1901–1972). Přestože se nikdy oficiálně nerozešli, Rilke, neschopný vést konvenční rodinný život, často cestoval a pobýval u svých šlechtických patronek. Claru po roce manželského soužití opustil a odjel do Paříže.

### Zralost
Pobyt v Paříži byl pro Rilka nepříjemným zážitkem, což později vylíčil ve svém jediném románu Die Aufzeichnungen des Malte Laurids Brigge (česky Zápisky Malta Lauridse Brigga), nicméně právě zde se krom Augusta Rodina, který jej v letech 1905 až 1906 zaměstnával jako svého sekretáře, setkával např. s impresionistickým malířem Paulem Cézannem. V Paříži vytvořil několik básnických sbírek, např. Neue Gedichte (1907) a Der neuen Gedichte anderer Teil (1908). Už v těchto sbírkách se objevuje myšlenkově a interpretačně velmi náročná poezie (např. báseň Orfeus. Eurydika. Hermes. z Nových básní). Následovaly dvě básně Requiem (1909) a jeho již zmíněný jediný román, napsaný jako fiktivní deník mladého dánského umělce v Paříži, který prochází duševní krizí. Na tomto románu začal pracovat v roce 1904, ale hotov byl až roku 1910.
První velký triumf mu přinesla novoromantická báseň v próze Weise von Liebe und Tod des Cornets Christoph Rilke z roku 1906.
V roce 1906 se Rilke setkal s českou baronkou Sidonií Nádhernou, která byla až do jeho smrti básníkovou blízkou přítelkyní. Rilke několikrát navštívil Nádhernou na jejím zámku Vrchotovy Janovice v Čechách. Také jí důrazně rozmluvil svatbu se spisovatelem a novinářem Karlem Krausem, který se o ni vážně ucházel.
V roce 1910 se Rilke sblížil se svou další přítelkyní a podporovatelkou, kněžnou Marií von Thurn und Taxis (rozenou princeznou Hohenlohe-Waldenburg-Schillingsfürst). Ta se stala jeho doživotní obdivovatelkou a dala mu k dispozici svůj palác v Benátkách i zámek v Loučeni. Její zámek Duino na Jadranu nedaleko Terstu, jeho krásné okolí a později i jeho ruiny (byl zničen za první světové války), Rilkeho inspirovaly k dlouholeté práci na sbírce Duineser Elegien (česky Elegie z Duina).
Rilke se přátelil s řadou významných osobností a dopisoval si s nimi. Mezi ně patřili např. Hugo von Hofmannsthal, André Gide, Stefan Zweig či Rilkův velký obdivovatel Boris Pasternak.

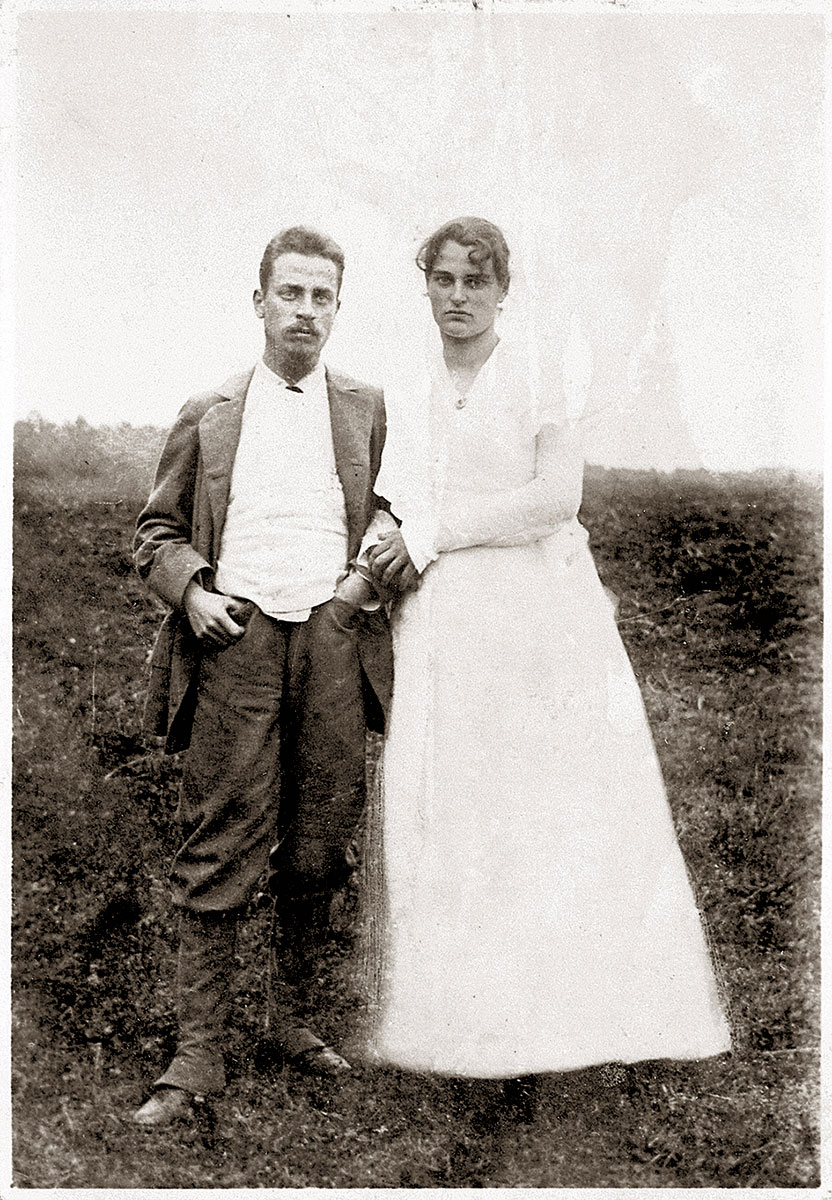
Rainer Maria Rilke s Clarou Rilke-Westhoffovou, krátce po jejich svatbě v roce 1901

Během první světové války byl nucen narukovat jako rakouský voják, avšak díky svým četným známostem strávil většinu několikaměsíční služby v oddělení propagandy vídeňského vojenského archivu, stejně jako např. Karl Kraus, Stefan Zweig nebo Hugo von Hofmannsthal). Později udržoval intimní poměr s malířkou Lou Albert-Lasard a se statkářkou Herthou Königovou. Pro Rilkův život bylo vůbec příznačné, že udržoval blízký poměr k řadě žen. Měl již pověst předního německého básníka, a tyto ženy z vyšších společenských kruhů jej částečně zaopatřovaly a staraly se o něj.
Roku 1918 byl vyznamenán rakouským záslužným Řádem Františka Josefa.

### Vrcholná léta
V období po první světové válce žil Rilke převážně ve Švýcarsku. Zde vznikla jeho vrcholná díla.
Během intenzivní práce několika týdnů v únoru 1922 dokončil Rilke na zámku Muzot ve Švýcarsku jednu ze svých vrcholných sbírek, Duinské elegie (německy: Duineser Elegien), dedikovanou jeho nejvěrnější mecenášce, kněžně Marii von Thurn und Taxis. Duinské elegie jsou básnickým pokusem vystihnout smysl lidského utrpení. Tento cyklus deseti elegií patří svou mnohovýkladovostí a symbolikou k nejsložitějším dílům mladší německé poezie. Společně s The Waste Land (1922, česky Pustá země) anglo-amerického básníka T. S. Eliota a románem Ulysses (1922, česky Odysseus) irského spisovatele Jamese Joyce jsou Duinské elegie považovány za myšlenkové východisko celé moderní literatury 20. století.

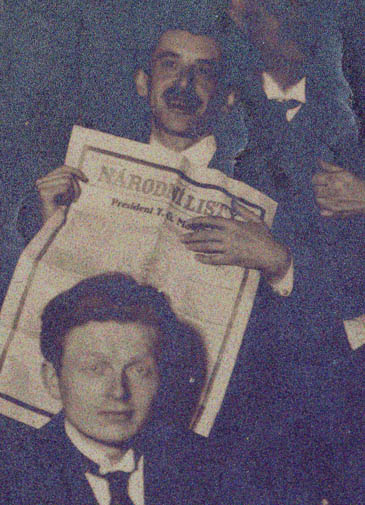
Unikátní Rilkeho snímek z roku 1918, s výtiskem českých Národních listů oznamujících zvolení T. G. Masaryka prezidentem

Ve stejnou dobu jako Duinské elegie vytvořil Rilke v únoru 1922 své druhé významné dílo, Sonette an Orpheus (česky Sonety Orfeovi), zpracovávající orfeovské téma. Od roku 1923 trpěl Rilke vážnými a dlouhodobými zdravotními problémy. Poslední léta života strávil převážně na zámku Muzot. Složil ještě několik set básní, převážně ve francouzštině. Význačnými adresáty jeho korespondence z tohoto období byli zejména ruská básnířka Marina Ivanovna Cvetajevová a taktéž ruský spisovatel Boris Pasternak.
Roku 1926 Rilke podlehl leukemii v sanatoriu Valmont u Montreux ve Švýcarsku. Pohřben je na jižní straně kostela vypínajícího se nad vesnicí Raron ve švýcarském kantonu Wallis. Na jeho náhrobním kameni je vyryt verš, jenž pro tuto příležitost on sám napsal:
„Rose, oh reiner Widerspruch, Lust, niemandes Schlaf zu sein unter soviel Lidern.“ („Růže, jak čistý to protimluv! Slast, nebýt nikoho spánkem pod tolika víčky.“)

## Dílo
Rilke vytvořil dlouhou řadu básnických sbírek, z nichž jsou zde uvedeny jen ty nejvýznamnější, mnoho samostatných básní (ke konci života i francouzsky) a několik próz, zvláště povídek (zejm. v raném období, řada z nich je inspirována pražským dětstvím).
Pro své temné, spirituální básně byl nazýván „mágem senzibility“ či „básníkem smrti“.
- Leben und Lieder, 1894, básnická sbírka.
- Rada Horn (Der Rath Horn), povídka, asi 1894/5, zpracováno v Českém rozhlasu, překlad: Milan Tvrdík a Viera Glosíková, režie: Jaroslav Kodeš, účinkuje: Jiří Hromada[9]
- Larenopfer, 1895, (česky Můj domov, překl. Miloš Kareš, 1941), básnická sbírka. Čtyři cykly veršů: Praha, Nálady, Děje a postavy, Lid a země.Rilkeho hrob

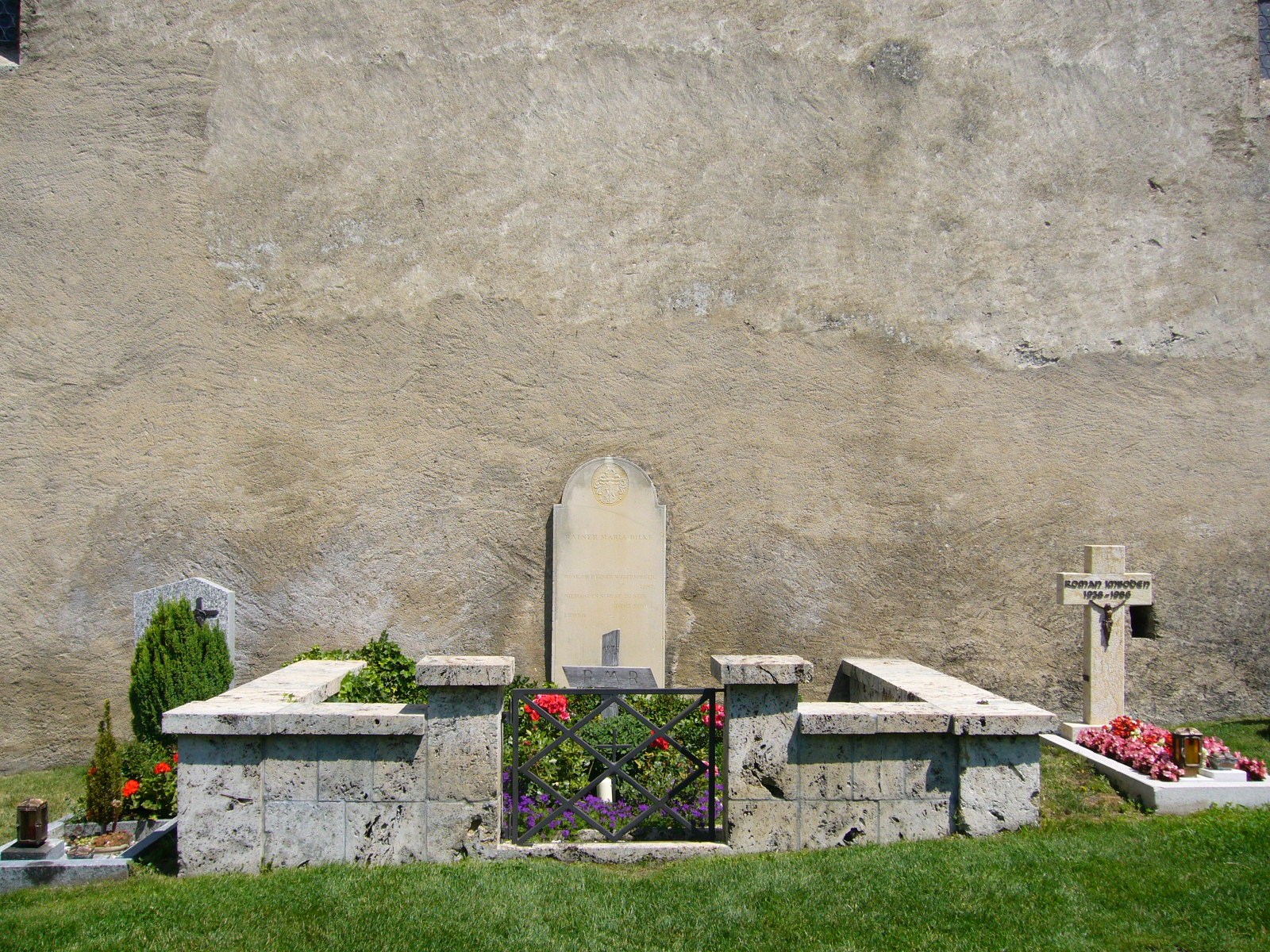
Rilkeho hrob

- Traumgekrönt, 1897, básnická sbírka.
- Advent, 1898, básnická sbírka.
- Die Weise von Liebe und Tod des Cornets Christoph Rilke, 1906, (česky Píseň o lásce a smrti korneta Kryštofa Rilka, překl. mj. Ludvík Kundera, 1958, Radovan Lukavský,1971, poema v próze.
- Das Buch der Bilder, 1902 – 1906, básnická sbírka.
- Das Stundenbuch, 1904.
- Neue Gedichte, 1907.
- Der neuen Gedichte anderer Teil, 1908.
- Requiem, 1909, (česky Rekviem, překl. mj. Bohuslav Reynek a Vladimír Holan, poprvé v tomto překladu 1937), básnická sbírka.
- Die Aufzeichnungen des Malte Laurids Brigge, 1910, (česky Zápisky Malta Lauridse Brigga, překl. mj. Jan Zahradníček 1933), román.
- Das Marien-Leben, 1912, básnická sbírka (česky 2009 jako Život Mariin, přeložil Josef Hrdlička)
- Duineser Elegien, 1912 – 1922, (česky Elegie z Duina, překl. Pavel Eisner, 1930 a Jiří Gruša, 1999 a 2002), cyklus deseti elegických básní.
- Die Sonette an Orpheus, 1922, (česky Sonety Orfeovi, překl. Václav Renč, prvně 1937), básnická sbírka.
- Übersetz mir den Rosenduft: Briefwechsel in Gedichten mit Erika Mitterer 1924–1926 (česky Přelož prosím vůni růží: korespondence v básních 1924–1926). Příprava vydání Viera Glosíková; překlad Miloš Kučera. Praha: Nakladatelství Franze Kafky, 2012. 95 s.